# Madhouse (film, 1974)
Pour les articles homonymes, voir Madhouse.
Pour plus de détails, voir Fiche technique et Distribution.
Madhouse est un film d'horreur britannique réalisé par Jim Clark et sorti en 1974. Il s'inspire très librement d'un roman d'Angus Hall, Devilday, publié en 1969, qui sera, lors de la sortie du film, réédité sous le titre Madhouse pour bénéficier de la publicité.

## Synopsis
Le célèbre acteur de film d'horreur, Paul Toombes, connu notamment pour son interprétation du Dr Death, est frappé par une dépression nerveuse alors qu'il se rend en Angleterre pour le tournage d'une nouvelle série. C'est alors que les différents acteurs et membres de l'équipe technique de cette série commencent à mourir, d'une façon très analogue à celles dont mouraient les personnages des films du Dr Death…

## Fiche technique
- Titre original et français : Madhouse
- Réalisation : Jim Clark
- Scénario : Ken Levison, Greg Morrison (en), Robert Quarry (en) (non crédité), d'après le roman d'Angus Hall
- Musique : Douglas Gamley
- Directeur de la photographie : Ray Parslow
- Montage : Clive Smith
- Direction artistique : Tony Curtis
- Maquillage : George Blackler, Helen Lennox
- Effets spéciaux : Norman Kerss, Roy Spencer
- Production : Milton Subotsky, Max Rosenberg (en), Samuel Z. Arkoff, John Dark (en), Amicus Productions
- Pays d'origine :  Royaume-Uni
- Genre : Film d'horreur
- Durée : 92 minutes
- Dates de sortie :
  -  États-Unis : mars 1974
  -  Royaume-Uni : novembre 1974
  -  Allemagne de l'Ouest : 22 octobre 1977

## Distribution
- Vincent Price : Paul Toombes
- Peter Cushing : Herbert Flay
- Robert Quarry (en) : Oliver Quayle
- Adrienne Corri : Faye Carstairs Flay
- Natasha Pyne (en) : Julia Wilson
- Michael Parkinson : le journaliste de la télé
- Linda Hayden : Elizabeth Peters
- Barry Dennen : Gerry Blount
- John Garrie (en) : inspecteur Harper
- Jenny Lee-Wright (en) : Carol Clayton
- Peter Halliday (en) : le psychiatre

Le film présente aussi des images d'archives de Boris Karloff et Basil Rathbone.

## Récompenses et distinctions

### Nominations
- Saturn Award 2008 :
  - Saturn Award de la meilleure collection DVD (au sein du coffret Vincent Price (MGM Scream Legends Collection))